# Kleinfeldtennis

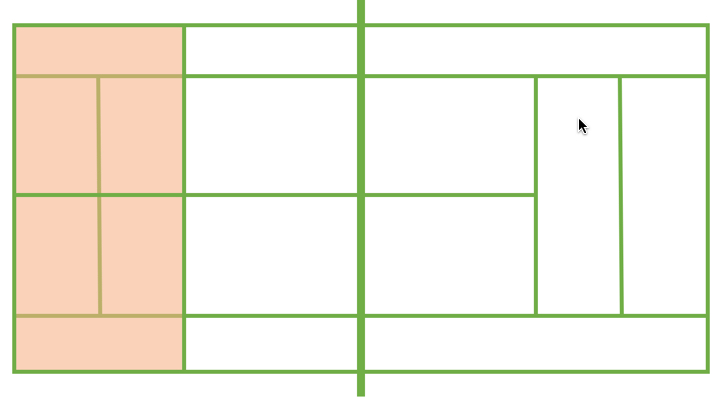
Kleinfeld

Kleinfeldtennis ist eine Abwandlung des Ballsports Tennis, das speziell auf kleine Kinder angepasst ist. Dabei wird die Größe des Spielfeldes stark reduziert. Das komplette Feld ist 10,97 m lang und 6 m breit. Eine Seite hat somit eine Länge von 5,49 m. Es gibt wie beim Original auch Aufschlagfelder, deren Begrenzungslinien (T-Linien) sind jeweils 4,12 m vom Netz entfernt. Das Netz hat eine konstante Höhe von 85 cm und eine Länge von 6 m, ragt also nicht über das Spielfeld hinaus.
Mit Hilfe eines solchen tragbaren Netzes kann Kleinfeldtennis leicht auf einem normalen Tennisplatz gespielt werden. Dazu wird das Kleinfeldnetz auf einer Seite des Tennisplatzes so quer zum ursprünglichen Netz auf die Aufschlagmittellinie gestellt, dass die Aufschlaglinie das Kleinfeldnetz halbiert. Nun müssen nur noch an den Seiten des Kleinfeldnetzes senkrecht Linien zu den Doppelseitenlinien des Tennisplatzes gezogen werden (auf Sandplätzen gewöhnlich nur mit Hilfe eines Besens, bei Hartplätzen oder Teppichbelägen mit Klebeband), die die Seitenlinien des Kleinfeldes darstellen.
Es wird zwischen U8-Kleinfeld, U9-Kleinfeld und U10-Midcourt unterschieden. Im Rahmen des Play&Stay-Konzeptes wird mit Stage-Bällen gespielt, die für Kinder verschiedenen Alters geeignet sind.